# Szent Jakab-székesegyház (Szczecin)
A Szent Jakab-főszékesegyház (lengyelül: Bazylika archikatedralna św. Jakuba Apostoła; németül: Basilika und Erzkathedrale St. Jakobus) egy gótikus kisbazilika székesegyház Szczecinben, Lengyelországban, a Szczecin-Kamieńi főegyházmegye székhelye. A 12-14. században épült, Lengyelország második legmagasabb temploma, Nyugat-pomerániai vajdaság legnagyobb temploma és Szczecin óvárosának egyik legjellegzetesebb nevezetessége.

## Története
A templomot 1187-ben alapították, a román stílusú épület pedig a 14. században készült el. A templomot a város polgárai építették, és a Marienkirche Lübeck mintájára építették. 1220. körül II. Boleszláv pomerániai herceget temették el a székesegyházban. Két tornya közül az egyik 1456-ban egy viharban összeomlott, és elpusztította a templom egy részét. Az újjáépítés 1503-ig tartott, és az egész templomot átalakították az egytornyú csarnoktemplom tervei alapján. A reformáció után a pomerániai evangélikus egyház része volt.
A templomot 1677-ben az Északi háború (1674–1679) alatt ismét lerombolták, majd 1690 és 1693 között barokk stílusban újjáépítették. 1893-ban a templomot ismét átalakították, azonban a nyugati torony 1894-ben egy viharban összeomlott, és újjá kellett építeni. Ez a felújítás 1901-ben fejeződött be, így a templom tornya 119 méter .
A második világháború alatt 1944. augusztus 16-án éjjel végrehajtott légitámadások következtében az 1901-ben hozzáépített torony összeomlott, és az épület más részei jelentős károkat szenvedtek. Az északi falat, az összes oltárt és műalkotást elpusztították a bombák és az azt követő tűz. A háború után a kormányzati tisztviselők vonakodtak engedélyezni a templom újjáépítését, azonban egy örökségvédelmi felügyelő rámutatott, hogy a megmaradt szerkezet lebontása költségesebb lenne, mint az újjáépítése. 1971-ben megkezdődött a templom újjáépítése, és három évig folytatódott. Az északi falat modern stílusban rekonstruálták, amely nem harmonizálta az épület többi részével, és a tornyot stabilizálták, de a tornyot nem építették újjá. Ehelyett a tornyot egy rövid csípőtetővel vagy piramistetővel fedték le, ami 60 méter magasságot eredményezett. A második világháború után ismét római katolikus templom lett.
2006-ban újabb felújítás kezdődött, amely új fűtési rendszereket és padlóburkolatokat tartalmazott. A második világháború bombázása előtt eltávolított és korábban vissza nem került orgonákat helyére építették, és a tornyot megerősítették, hogy egy újratervezett tornyot tartson. 2010-ben egy új, neobarokk flèche épült. Ma a templom a Szczecin-Kamieńi főegyházmegye székesegyházaként szolgál.

## Fordítás
Ez a szócikk részben vagy egészben  a   Szczecin Cathedral című angol Wikipédia-szócikk ezen változatának fordításán alapul.  Az eredeti cikk szerkesztőit annak laptörténete sorolja fel. Ez a jelzés csupán a megfogalmazás eredetét és a szerzői jogokat jelzi, nem szolgál a cikkben szereplő információk forrásmegjelöléseként.